# Чеклин (племя)

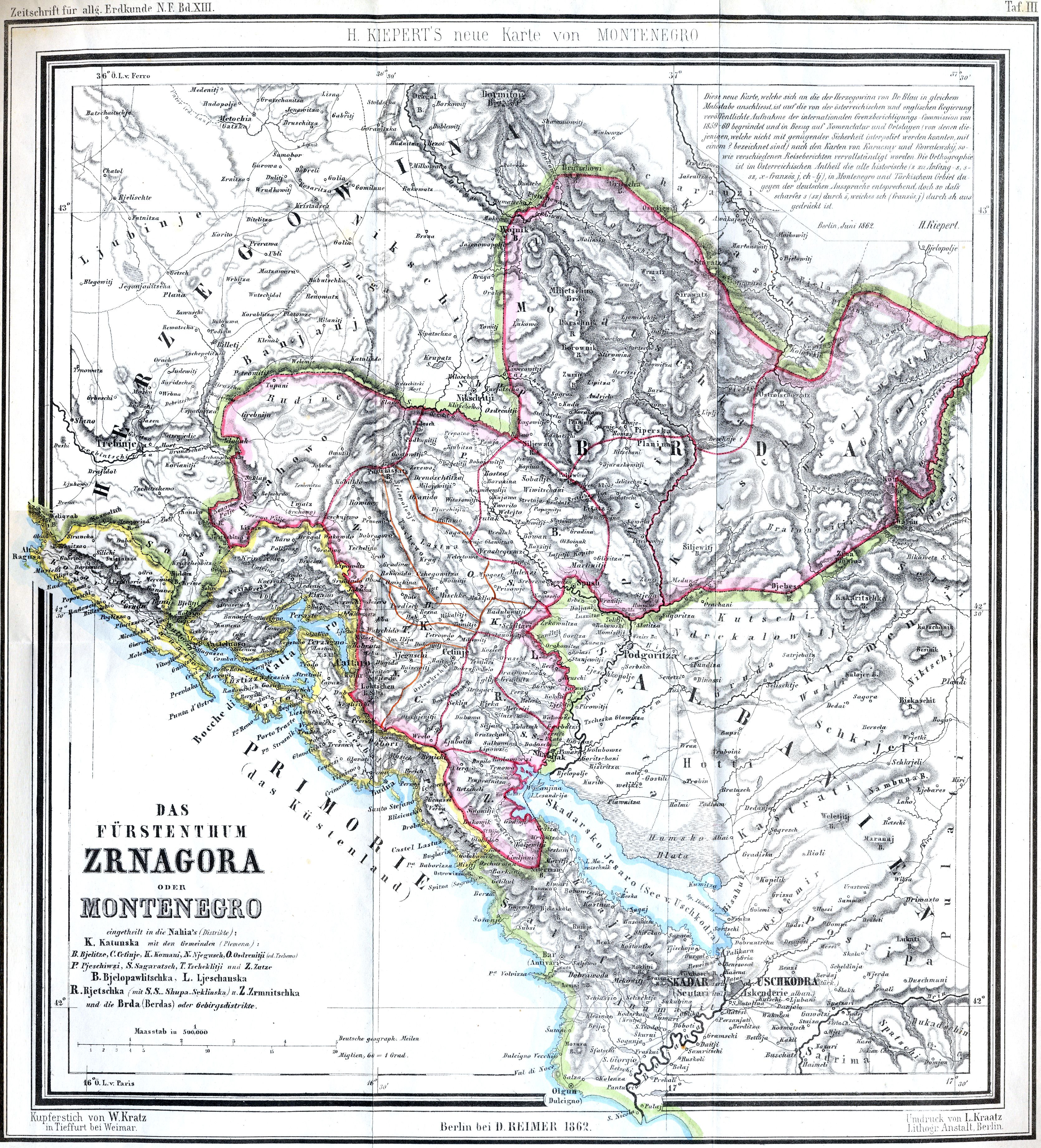
Карта Черногории, 1862 год

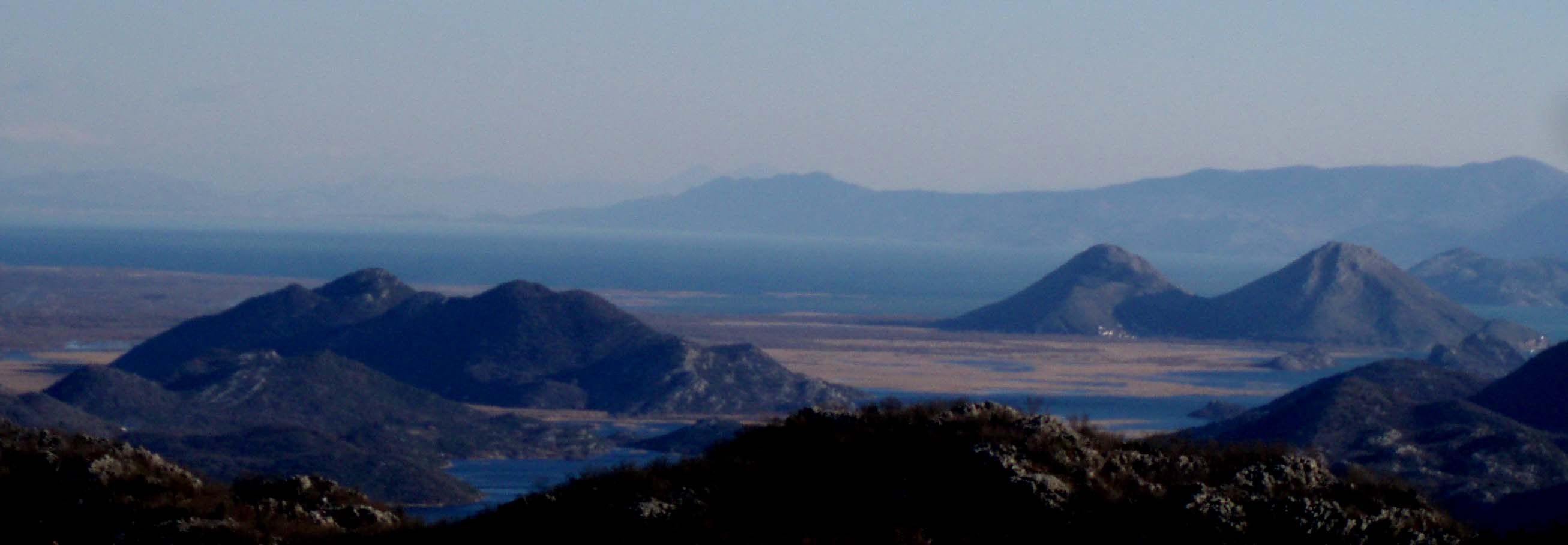
Скадарское озеро, вид с Чеклина

Чеклин (серб. Цеклин) — историческое племя и регион в Черногории.
Чеклин — это племенная община, народная традиция которой утверждает, что она сформировалась по материнской линии, поскольку ее матриарх был женат и имел потомство от мужчины из племени Пипери, а затем ее второй муж прибыл из области Кельменди. Братства, заявляющие о своем происхождении от них, Горняки (от второго брака) и Доньяци (от первого), составляют ядро Старого Чеклина. Многие братства разного происхождения в конечном итоге были включены в сообщество и стали считать себя частью одной линии. В XVII и XVIII веках племя расширило свой регион, и на его территорию попало множество других деревень и семей. Чеклин — одно из очень немногих племен на Западных Балканах, которое было создано на основе матрилинейности, а не патриархальных уз.

## Название
А. Йовичевич записал в устной традиции местного братства Михалевичи, что Цеклин происходит от Теклы (Святой Феклы), которой посвящена церковь.
В османских дефтерах 1521 и 1523 годов Чеклин (Цетлин) и Донье Добро упоминаются параллельно, и согласно приказу Донье Добро использовалось для Дони Чеклина (Михалевиче и Стругаре) . Его жители называются Чеклинжани Цеклињани).

## География
Центром племени является деревня Чеклин, в которую входят тринадцать кланов. Другие деревни в племенном регионе: Стругари, Уличи, Боково, Янковичи, Дальчи, Друшичи, Рваши, Загора, Бобия, Враньина, Дуева (с небольшими деревнями: Михалевичи, Трнови До и Риечани), город Жабляк Черноевича и в конце территории, известной как Риечка Околина и Варошица Риека, на которой проживают другие племена.

## Происхождение
Собственно братства Чеклина (pravi Ceklin) делятся на братства Верхние и Нижние. Верхние сегодня являются самым многочисленным братством Чеклина. Они имеют одинаковое матрилинейное происхождение от Пипери, но имеют разное отцовское происхождение от Кельменди (Верхние Чеклин) и Пипери (Нижние Чеклин). Таким образом, Чеклин стал племенем на основе матрилинейного происхождения, хотя и следует отцовским обычаям наследования. Он соблюдает табу на эндогамию так же, как и сообщество, основанное на отцовском происхождении, и между верхними и нижними чеклинцами не допускается смешанных браков.
Верхние братства, согласно их фольклору, ведут свое происхождение от лека, который мигрировал из племени Кельменди (на севере Албании) сначала в Пипери, а затем в Чеклин в конце XV века . Лека женился на вдове вождя Радивоя Лиешевича в Пипери, от которой у него родился сын Крстич, два сына которого Льеш и Вулич являются прямыми предками Верхних Чеклинцев сегодня. Сын вдовы от первого брака, Вукосав, был усыновлен Лекой и отдан часть Чеклина. Возможно, родственная устная традиция существует и в самом Кельменди. Там Лека считается пятым сыном прародителя Кельменди, впервые поселившегося на их родной территории. Согласно легенде, он уехал из Кельменди в неизвестном направлении — вероятно, в Пипери — возможно, из-за кровной мести. Когда он уехал, он уже был женат и у него был сын. Его потомками в Кельменди являются братства Вратая и Гьонаджа. Как и у кельменди из Сельце, у горняков святой Николай является их покровителем.
Согласно фольклору Доньячей, Лиеш, предок Радивого Лиешевича, был из дробнячей. Он поселился в Пипери около 1385 года из-за убийства, совершенного им в родном регионе. Кланы Верхний Чеклин происходят от двух сыновей Вукосава, Баджо и Груйцы, и их покровителем (славой) является Святой Георгий (Дурджевдан).
«Старые» Чеклины (Верхние и Нижние) не позволили семьям иммигрантов в Чеклине принять участие в заселении новой территории . Поскольку горняки были более крупным братством, они взяли большую часть новой территории в свою собственность. В братствах расширившейся территории Чеклин в XVIII веке по мере прихода новых семей более 50 семей и братств вели свое происхождение за пределами Прави Цеклин или братств Боково и Ульджи.

## История
В районе современного Чеклина поселение Арбанас упоминается в 1296 году в письме сербского короля Милютина. Во время правления семьи Црноевичей в Зете старый Цеклин назывался Донье Добро, а соседнее Горне Добро позже получило название Добрско Село. Эти имена засвидетельствованы в османских дефтерах начала XVI века и в отчете Мариано Болиццы за 1614 год. Во времена Ивана Черноевича Цеклин было только названием одного поселения. В грамотах Ивана Черноевича 1485 и 1489 годов село Цеклин названо Цветлин (Цвѣтлин) и Цетлин (Цѣтлин), что является первыми упоминаниями о селе с таким названием. В грамотах 1489 года упоминается «дворянство Цетлина», Радич Рашкович, Раделя Мируевич, Щепан Николич и Вук Пиперович.

Цеклин принадлежал Речной нахии (Речному району), одной из четырех областей, входивших в состав Старой Черногории. Собственно Чеклины населяли старый Цеклин, небольшую территорию под горой Чеклинштак, разделенную на Горний край (Верхний район) и Доний край (Нижний район), в честь которых получили свои названия основные общины Чеклина: Горнячи и Доньячи. В этой местности сформировались все старшие роды племени. Племя расширило свои границы в XVII веке, вытеснив племя Бьелице с территории нынешнего Чеклина
Цеклињани су тек у XVII стољећу успјели да истисну Бјелице са своје данашње територије.
</ref>. Некоторые общины, такие как Боково и Ульджи, стали частью Цеклина на основании договора об обороне между ними. Регион расширился в XVIII и начале XIX веков. Чеклин был вовлечен в одну из самых давних кровных мест в Черногории против племени Негуши, к которому принадлежала более поздняя правящая династия Черногории Петровичи-Негоши. Распри продолжались 32 года и завершились в 1797 году совместным собранием всех племен Старой Черногории под предводительством владыки Петра I Петровича-Негоша. Умиротворение вражды между двумя сильнейшими племенами региона рассматривается как важный шаг в стратегии Петра Петровича по объединению Старой Черногории.
Воеводы и сердары этого племени до середины XIX века были членами клана Джурашковичей. Во время правления князя Данило титул воеводы перешёл клану Стругари, а титул сердара — клану Йовичевичей.

## Братства
- У всех верхних чеклинцев есть слава (праздник) Никольдана (Святого Николая), и они включают местные кланы Джурашкович, Янкович, Костич, Татар (ранее Радованович и Водичанин), Зарлия, Йовичевич, Пейович, Шофранац, Ражнатович.
- Все нижние чеклинцы имеют славу Джурджевдана (Святого Георгия) и включают местные кланы Вуяновичей (Вуянович, Ковач, Маркович, Машанович и Петричевич), Стругар (Михайлович, Павичевич, Чиракович, Петрович, Николич, Тодорович и Драги). Чевич) , Вукмирович, Кралевич, Драгоевич и Лопичич.
- Братства Боково (Боковляни) и Ульи (Уличи) решили стать частью Чеклина в XVII веке, чтобы лучше защищать свои деревни. Братства Буково включают Мудреше-Маргетичи (слава Спасовдана), Радивоевич или Борозан-Ломпар (слава Спасовдана) и Бушкович (слава Никольдана) .
- Братства, которые поселились или стали частью Чеклина по мере его расширения с XVIII века.

## Известные люди
- Кеньо Янкович (1797—1861), черногорский повстанец и военачальник
- Срджан Лопичич (р. 1983), футболист Черногории.
- Филип Вуянович (р. 1954), президент Черногории (2003—2018)
- Андрия Ломпар (р. 1956), черногорский политик
- Бранко Костич (1939—2020), черногорский сербский политик
- Владо Стругар (1922—2019), сербский историк и академик
- Павле Стругар (1933—2018), черногорский генерал, обвинен в военных преступлениях
- Иван Стругар (р. 1974), черногорский кикбоксер.
- Велько Ражнатович (1920—1986), полковник югославских ВВС.
- Желько Ражнатович Аркан (1952—2000), сербский военизированный лидер и преступник
- Радован Йовичевич (р. 1956), сербский композитор поп-рока и фолк-музыки.
- Йован Липовац (1890—1945), митрополит Черногорский.
- Ранко Борозан (1933—2020), югославский футболист.
- Марко Баша (р. 182), футболист Черногории.
- Милош Карадаглич (р. 1983), черногорский классический гитарист.
- Петар Мудреша (р. 1985), сербский футболист
- Александар Шофранац (р. 1990), черногорский футболист
- Марко Машанович (1894—1930), черногорский революционер
- Петар Стругар (р. 1988), черногорский и сербский актер и ведущий
- Мило Ломпар (р. 1962), черногорец и серб, историк литературы.